# Bande des 33 cm
La bande 900 MHz désignée aussi par sa longueur d'onde : 33 centimètres, est une bande du service radioamateur destinée à établir des radiocommunications de loisir. Cette bande est utilisable en permanence dans certains pays pour le trafic radio amateur local et pour le trafic radio relayé.

## La bande des 33 centimètres dans le monde
- La bande radioamateur des 33 centimètres s'étend de 902 MHz à 928 MHz dans quelques pays d'Amérique  et au Groenland, (UIT région 2).
- La bande des 33 centimètres est dans de nombreux pays du monde affectée aux téléphones mobiles GSM 900.

## La bande des 33 centimètres enEurope
- Pour l'Europe la bande n'est pas autorisé au service radioamateur.
- La bande des 33 centimètres est utilisée pour la téléphone mobile GSM 900 en Europe.

## Les antennes
Les antennes les plus utilisées sur cette bande pour l'usage radioamateur:
- Antenne Yagi
- Antenne losange
- Antenne log-périodique
- Antenne hélice axiale
- Antenne parabolique
- Réseaux d'antennes
- Antenne colinéaire
- Antenne ground plane
- Antenne fouet
- Antenne dipolaire ou dipôle
- Antenne dièdre

## La propagation locale

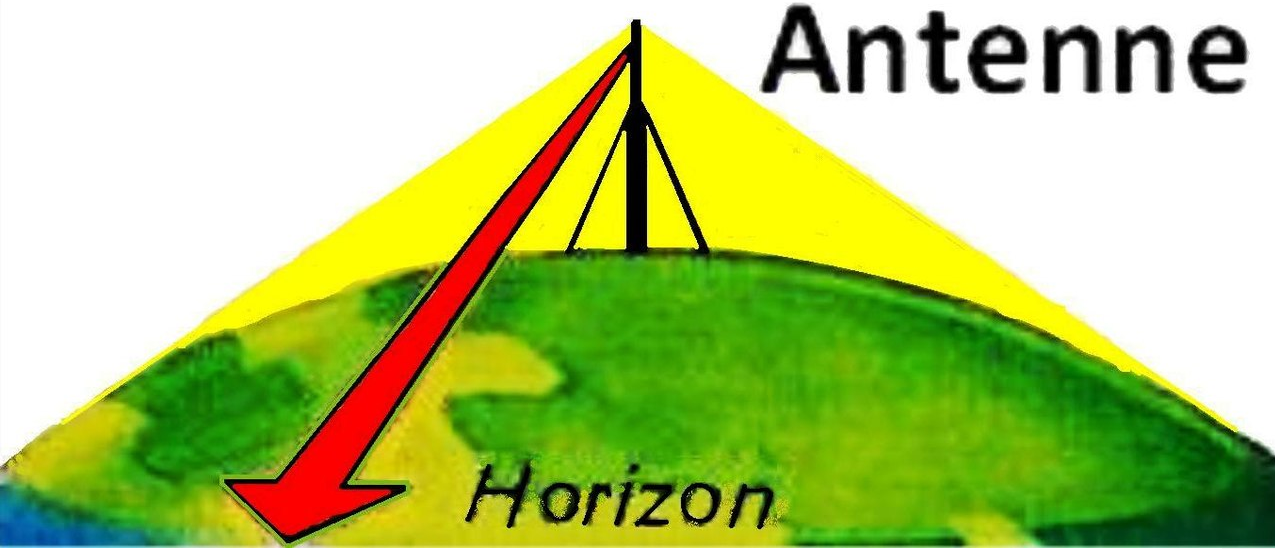
Propagation locale sur la bande UHF

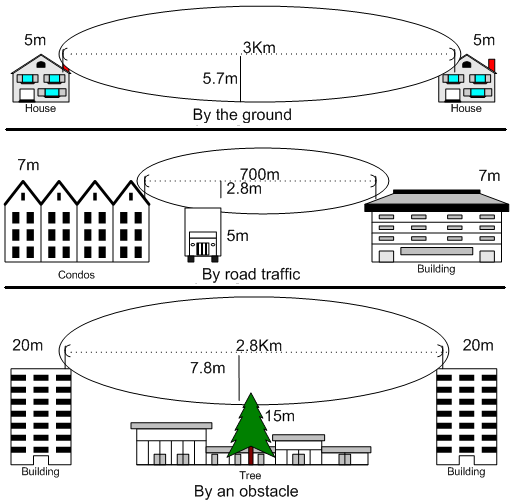
Propagation locale sur la bande UHF

La propagation est dans une zone de réception directe (quelques dizaines de kilomètres) en partant de l’émetteur. 
- La propagation est comparable à celle d’un rayon lumineux.
- Les obstacles sur le sol prennent une grande importance.
- En absence d'obstacles, la portée radio est fonction de la courbure de la terre et de la hauteur des antennes d’émission et de réception selon la formule:

- {\displaystyle d=3,5\times \ ({\sqrt {h1}}\ +{\sqrt {h2}})}
- d est la portée radio en km (sans obstacles intermédiaires.)
- h1 est la hauteur de l’antenne d’émission en mètres au-dessus de la hauteur moyenne du sol.
- h2 est la hauteur de l’antenne de réception en mètres au-dessus de la hauteur moyenne du sol.

## La propagation au-delà de l’horizon
Cependant on observe des réceptions sporadiques à grande distance  :
- Très bonnes réflexions sur les aéronefs vers toutes les stations UHF en vue directe de cet aéronef.
- Très bonnes réflexions sur des bâtiments vers toutes les stations UHF en vue directe de ces bâtiments.
- Diffusion et réfraction atmosphérique en fonction de certaines conditions.